# とっとちゃん
とっとちゃんは、佐賀県鳥栖市のマスコット。モチーフは鳥栖市の鳥、メジロ。

## 概要
2004年、鳥栖市政50周年記念として全国に募集し、応募のあった307作品から選ばれて誕生。市のイベント・サガン鳥栖の応援・選挙活動と鳥栖市のために奮闘中。鳥栖スタジアムで行われるJリーグ・サガン鳥栖のホームゲームに高頻度で登場。ときにはりりしい眉やサンドイッチ看板、麦わら帽子などで変身することもある。鳥栖スタジアムではサガンのマスコットウィントスと仲が良く、ハーフタイムにセットプレーの練習をするシーンやPKの練習シーンなどが見られることもある。
名前は九州地方の方言「とっとっと」（取っている）と「鳥」に由来。語尾に「とっと」をつけて話す。当初は喋らないキャラクターであったが、2013年から合成音声により浪川大輔が担当することとなった。
生年月日は2004年4月1日（絵本では10月10日）、身長130cm、体重20kg、住所は佐賀県鳥栖市宿町1118番地（市役所の所在地）、特技はダンスとかけっこ。性別は不明。

## 活動
- 2006年
  - テレビ東京の番組『TVチャンピオン』のゆるきゃら日本一決定戦九州予選に出場するも予選敗退。
  - 鳥栖市の夢プラン21事業により作成された鳥栖市のCMに出演。CMは鳥栖市の公式ホームページで見ることが出来る。

- 2007年
  - 鳥栖市の夢プラン21事業により作成された絵本に登場。応募者と一緒に鳥栖市の名所を回った。

- 2012年
  - 3月6日、サガン鳥栖の「ウィントスくん」、久光製薬スプリングスの「ハルちゃん」と共に特別住民票が交付された[5]。

### 下ネタ発言と活動自粛
2013年10月23日未明放送のニッポン放送のラジオ番組「久保ミツロウ・能町みね子のオールナイトニッポン」に出演した際、男性器や女性器の単語を連発したり、女性の容姿や性格を蔑視するような発言をした。これに対し苦情が寄せられたため、10月24日付で無期限で活動を自粛することとなり、第4回ゆるキャラグランプリのエントリー辞退、11月2日から4日に行われた市民文化祭での関連グッズの販売取り止め、11月10日のサガン鳥栖・ジュビロ磐田戦への参加見送りなどの対応がとられた。また、11月15日に2013年中の活動を自粛することが記者会見で発表された。
市の総合政策課は「話す内容をコントロールできなかったことを反省している」と述べている。一方、当該のラジオ番組中では「市の観光協会から許可を取っているので、下ネタをガンガン言ってください」との共演者犬山秋彦による発言があったこともあり、事実関係の調査が行われ、放送2日前に観光協会へ送られてきたニッポン放送作成の原稿を担当者が確認せず、局側に「許可したと思われた」状態であったとの説明が会見でなされた。
2014年1月19日の鳥栖市ロードレース大会で活動を再開した。ただし、話すことについては当分自粛するとしている。
なお問題の発端となった「久保ミツロウ・能町みね子のオールナイトニッポン」は、この放送から5ヶ月後の2014年3月25日の放送を以って番組終了となった。